# Aphytis hispanicus
Aphytis hispanicus és una espècie d'himenòpter apòcrit de la família dels afelínids (Aphelinidae). És un parasitoide autòcton del mediterrani propi del poll gris (Parlatoria pergandii).

## Etimologia
- Aphytis: una ciutat antiga de Tràcia, fins ara coneguda per un temple d'Apol·lo.[2]
- hispanicus: epìtet llatí hispanicus,-a,-um, utilitzat pels romans per a designar a tota la Península Ibèrica.[3]

## Distribució
Espècie originària del sud de la regió paleàrtica però quasi cosmopolita en la seua distribució. S'ha trobat a la Conca Mediterrània, Amèrica central, Texas, Califòrnia (1961) i Taiwan. S'ha introduït en altres països com Mèxic (1979).

## Descripció
El cos de les femelles té una llargària d'entre 0,6 a 1 mm. Coloració general del cos groc amb algunes franges fumades sobre el cap, sutures en el tòrax i taques negres en els costats de l'abdomen. Les antenes són grogues amb els extrems fumats. Els mascles són iguals però amb les antenes totalment brunes.

## Biologia
Els adults són uniparentals, pel fet que exhibeixen partenogènesi telitoca on la descendència és pràcticament en la seua totalitat femella, sense la necessitat de la fecundació del mascle. Cada generació tarda al voltant de 15 dies a 28º C en completar-se. Cada femella pondrà al voltant de 24 ous al llarg de la seua vida. En camp, aquest parasitoide solitari presenta dos pics de població, a l'estiu (maig) i a la tardor (octubre). Generalment ronda per les fulles cercant hostes, i en menor mesura en branques i fruits. No s'alimenta dels seus hostes.

### Cicle biològic
Com altres membres del seu gènere, A. hispanicus és un ectoparasitoide de caparretes o cotxinilles. A vegades parasiten nimfes del segon estadi, femelles joves o larves, però preferiblement tria les femelles adultes. L'ou l'introdueix baix o al costat del marge l'escut de l'hoste, però com que l'escut s'adhereix al seu cos quan muda, el parasitoide només pot pondre'l en període d'ècdisi. La larva ix de l'ou i s'alimenta del cos del diaspídid, i abans de l'estat de pupa excreta els meconis. La pupa no té embolcall, i durant el seu desenvolupament els seus ulls canviaran de rojos a verds, la qual cosa és un marcador de l'estat de maduració. L'adult sol eixir fent un forat a l'escut, i ocasionalment per baix d'aquest.

### Hostes
És el parasitoide específic del poll gris (Parlatoria pergandii) i del poll gris tropical (Parlatoria cinerea). En laboratori s'ha aconseguit que parasite a la caparreta de les palmeres (Hemiberlesia lataniae). Es pensa que potser puga parasitar al poll de San José (Quadraspidiotus perniciosus).

## Mesures agronòmiques
Els nivells d'aquest himenòpter són un 41% majors en camps de cítrics en ecològic. Abans de la dècada dels 80-90 controlava completament les poblacions de poll gris, però després va minvar la seua eficàcia. Es creu que açò ha sigut a causa dels insecticides moderns.